# Life is lovely.
『life is lovely.』（ライフイズラブリー）は、岡崎律子の6thアルバムである。2003年2月5日にスターチャイルドから発売された。

## 概要
- 前年に放送されたテレビアニメ「シスター・プリンセス RePure」キャラクターズのエンディング12曲と、前々年に放送されたテレビアニメ「フルーツバスケット」の楽曲2曲で構成されている。
- 今作と同時に「シスター・プリンセス RePure 12人のエンディング」がリリースされており、そちらの曲順がTV放送順に収録されているのに対し、今作は岡崎のオリジナルアルバムとしてのリリースで、曲順が変わっているとは言えど、収録内容が全く同じになってしまうため、既存の楽曲を追加して収録したと思われる。
- なお、トラック№10の「lyric」だけは歌詞が存在しない演奏のみの曲であるため、ブックレットには曲名のみが記載されており、歌詞は記載されていない。

## 収録曲
| 全作詞: 岡崎律子（「lyric」を除く）、全作曲: 岡崎律子、全編曲: 村山達哉。 |                           |                                     |            |      |
| #                                                                         | タイトル                  | 作詞                                | 作曲・編曲 | 時間 |
| 1.                                                                        | 「それはあたしの心なの」  | 岡崎律子（「lyric」を除く [ 2 ] ）  | 岡崎律子   | 1:51 |
| 2.                                                                        | 「素顔」                  | 岡崎律子（「lyric」を除く [ 3 ] ）  | 岡崎律子   | 4:01 |
| 3.                                                                        | 「reminiscence」          | 岡崎律子（「lyric」を除く [ 4 ] ）  | 岡崎律子   | 5:11 |
| 4.                                                                        | 「Magie」                 | 岡崎律子（「lyric」を除く [ 5 ] ）  | 岡崎律子   | 4:10 |
| 5.                                                                        | 「Romantic connection」   | 岡崎律子（「lyric」を除く [ 6 ] ）  | 岡崎律子   | 4:55 |
| 6.                                                                        | 「守りたい人がいて」      | 岡崎律子（「lyric」を除く [ 7 ] ）  | 岡崎律子   | 5:10 |
| 7.                                                                        | 「Be happy, please!」     | 岡崎律子（「lyric」を除く [ 8 ] ）  | 岡崎律子   | 4:12 |
| 8.                                                                        | 「春の歓び」              | 岡崎律子（「lyric」を除く [ 9 ] ）  | 岡崎律子   | 3:37 |
| 9.                                                                        | 「空色」                  | 岡崎律子（「lyric」を除く [ 10 ] ） | 岡崎律子   | 4:49 |
| 10.                                                                       | 「lyric（Instrumental）」 | 岡崎律子（「lyric」を除く [ 11 ] ） | 岡崎律子   | 4:44 |
| 11.                                                                       | 「いっしょにたべよう」    | 岡崎律子（「lyric」を除く [ 12 ] ） | 岡崎律子   | 3:01 |
| 12.                                                                       | 「笑顔にはかなわない」    | 岡崎律子（「lyric」を除く [ 13 ] ） | 岡崎律子   | 4:08 |
| 13.                                                                       | 「セレナーデ」            | 岡崎律子（「lyric」を除く [ 14 ] ） | 岡崎律子   | 6:10 |
| 14.                                                                       | 「Sweet dreams」          | 岡崎律子（「lyric」を除く [ 15 ] ） | 岡崎律子   | 3:12 |
| 合計時間:                                                                 | 合計時間:                 | 59:11                               |            |      |

## タイアップ
| 曲名                  | タイアップ                                                                         |
| --------------------- | ---------------------------------------------------------------------------------- |
| それはあたしの心なの  | テレビアニメ『シスター・プリンセス RePure キャラクターズ』第4話エンディングテーマ  |
| 素顔                  | テレビアニメ『シスター・プリンセス RePure キャラクターズ』第2話エンディングテーマ  |
| reminiscence          | テレビアニメ『シスター・プリンセス RePure キャラクターズ』第6話エンディングテーマ  |
| Magie                 | テレビアニメ『シスター・プリンセス RePure キャラクターズ』第7話エンディングテーマ  |
| Romantic connection   | テレビアニメ『シスター・プリンセス RePure キャラクターズ』第12話エンディングテーマ |
| 守りたい人がいて      | テレビアニメ『シスター・プリンセス RePure キャラクターズ』第10話エンディングテーマ |
| Be happy, please!     | テレビアニメ『シスター・プリンセス RePure キャラクターズ』第8話エンディングテーマ  |
| 春の歓び              | テレビアニメ『シスター・プリンセス RePure キャラクターズ』第9話エンディングテーマ  |
| 空色                  | テレビアニメ『フルーツバスケット』イメージソング                                   |
| lyric（Instrumental） | テレビアニメ『シスター・プリンセス RePure キャラクターズ』第1話エンディングテーマ  |
| いっしょにたべよう    | テレビアニメ『シスター・プリンセス RePure キャラクターズ』第11話エンディングテーマ |
| 笑顔にはかなわない    | テレビアニメ『シスター・プリンセス RePure キャラクターズ』第5話エンディングテーマ  |
| セレナーデ            | テレビアニメ『フルーツバスケット』挿入歌                                           |
| Sweet dreams          | テレビアニメ『シスター・プリンセス RePure キャラクターズ』第3話エンディングテーマ  |